# Ölkonstante
Eine Ölkonstante ist ein empirisch ermittelter Parameter, mit dem Eigenschaften von pflanzlichen und mineralischen Ölen beschrieben werden können.